# Borough londonien de Croydon
Pour les articles homonymes, voir Croydon (homonymie).
Le borough londonien de Croydon (« London Borough of Croydon  ») est un borough du Grand Londres. Cette circonscription, fondée en 1965 par fusion des districts de Croydon et de Coulsdon and Purley, compte plus de 336 000 habitants.
Le district se compose de :
- Addington
- Addiscombe
- Broad Green
- Coombe
- Coulsdon
- Croydon
- Forestdale
- Hamsey Green
- Kenley
- New Addington
- Norbury
- Purley
- Sanderstead
- Selhurst
- Selsdon
- Shirley
- South Croydon
- South Norwood
- Thornton Heath
- Upper Norwood
- Waddon
- West Croydon
- Woodcote
- Woodside